# Romain Compingt
Romain Compingt (* 9. April 1984 in Lyon) ist ein französischer Drehbuchautor und Script Consultant.

## Leben
Compingt interessierte sich schon als Kind für das Schreiben und wollte Schriftsteller werden. Er studierte am Conservatoire européen d’écriture audiovisuelle (CEEA), das er 2004 mit dem Diplom verließ. Anschließend zog er nach Paris, arbeitete als Literaturassistent und schrieb Filmdrehbücher.
Sein erstes veröffentlichtes Werk als Drehbuchautor war der Film Mademoiselle Populaire, der 2012 in die französischen Kinos kam. Compingt übernahm im Film zudem eine kleine Rolle als Hotelpage.
Es folgten der Kurzfilm La Marche (2013), bei dem Romain Compingt am Drehbuch beteiligt ist, sowie der mittellange Film Please Love Me Forever (2016).
2016 erschien Divines, bei dem Compingt als Ko-Autor und künstlerischer Berater beteiligt war. Gemeinsam mit den beiden weiteren Autorinnen Houda Benyamina, die ebenfalls Regie führte, und Malik Rumeau erhält Compingt dafür 2017 eine César-Nominierung in der Kategorie Bestes Originaldrehbuch. Der Film feierte seine Premiere im Rahmen der Filmfestspiele von Cannes, wo er mit der Caméra d’Or ausgezeichnet wurde; später wurde er von Netflix gekauft. Zudem erhielt der Film eine Golden Globes-Nomination als bester ausländischer Film.
Im Juli 2021 ist erneut ein Film am Festival in Cannes zu sehen, an dem Compingt am Drehbuch beteiligt war: Les Magnétiques von Vincent Maël Cardona wurde an der Quinzaine des réalisateurs uraufgeführt. Romain Compingt hatte dafür die Dialoge geschrieben. Les Magnétiques wird mit dem SACD-Preis der Quinzaine ausgezeichnet. Hauptdarsteller Thimotée Robart erhielt 2022 den Prix Lumières als bester männlicher Newcomer. Der Film wird zudem dreifach für einen César nominiert; ausgezeichnet wird er mit dem Preis für den besten ersten Langfilm.
Für En attendant Bojangles arbeitete er erneut mit dem Regisseur Régis Roisard zusammen; sie schreiben gemeinsam das Drehbuch, nach dem gleichnamigen Roman von Olivier Bourdeaut. Der Film kam im Januar 2022 in die Kinos. Die Hauptrollen sind mit Virginie Efira, Romain Duris, Gregory Gadebois und Solan Machado-Graner besetzt.
Romain Compingt ist als Berater beteiligt an den Drehbüchern zu Joueurs (Regie: Marie Monge) und Bonhomme (Regie: Marion Vernoux), die beide 2018 veröffentlicht werden. Zudem war er 2022 als Tutor des internationalen Drehbuchseminars LIM Less is More tätig.
Er lebt und arbeitet in Paris.

## Filmografie
- 2012: Mademoiselle Populaire (Populaire)
- 2013: La marche
- 2016: Please Love Me Forever
- 2016: Divines
- 2016: Die Frau aus Brest (La fille de Brest)
- 2018: Joueurs
- 2018: Bonhomme
- 2019: Das Rätsel (Les Traducteurs)
- 2021: Die Magnetischen (Les magnétiques)
- 2022: Warten auf Bojangles (En attendant Bojangles)